# ユスプ・アブドサロモフ
ユスプ・アブドサロモフ（タジク語: Юсуф Абдусаломов、1977年11月8日 - ）は、タジキスタンのレスリング選手。ロシアのマハチカラ出身。2008年北京オリンピックレスリングフリースタイル84kg級の銀メダリストである。2000年までアゼルバイジャン代表として国際大会に出場していた。
2004年アテネオリンピックでは、フリースタイル74kg級に出場。予選リーグで敗退している。

## 実績
- オリンピック
  - 2008年北京オリンピック　銀メダル
- 世界選手権
  - 2位　2007年
- アジア選手権
  - 優勝　2003年
  - 3位　2008年